# Hermann Mörth

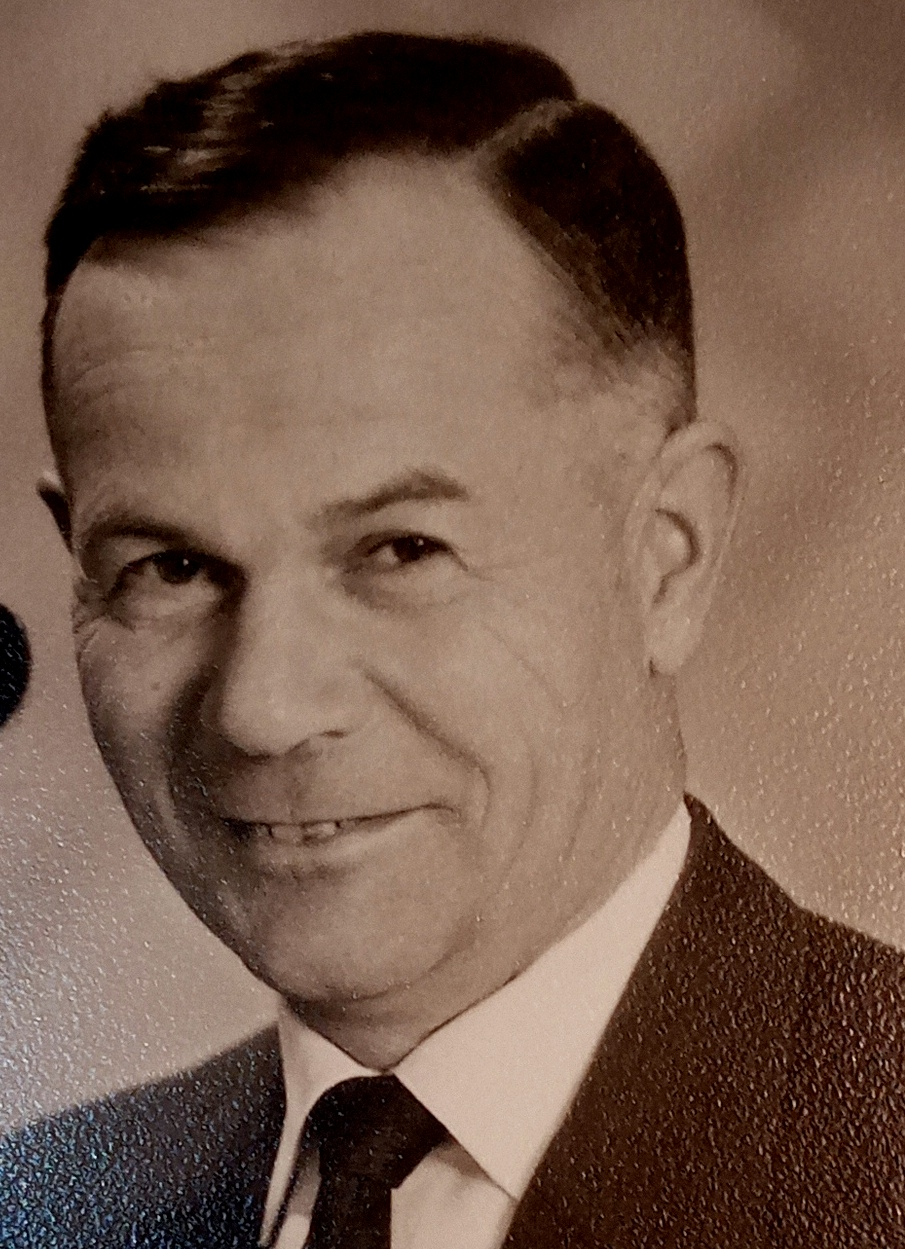
Hermann Mörth (1959)

Hermann Mörth (* 14. November 1909 in Vysoké Tatry; † 4. April 1967 in Linz) war ein österreichischer Journalist, politischer Kommentator und Buchautor.

## Leben und Wirken
Hermann Mörth wurde in der Hohen Tatra geboren, die damals zu Österreich-Ungarn gehörte, absolvierte die dortige Bürgerschule und eine Lehre als Fotograf, und war nach den Wirren der Zwischenkriegszeit ab 1936 bis 1945 als Offizier beim Reichsarbeitsdienst in Deutschland, im "angeschlossenen" Österreich und im annektierten Tschechien tätig.
Nach 1945 begann er seine journalistische Laufbahn 1951 beim sozialdemokratischen Demokratischen Volksblatt Salzburg und wechselte 1953 zum Oberösterreichischen Tagblatt in Linz, wo er bis zu seinem Tod (1967) als stv. Chefredakteur und Ressortleiter Innenpolitik tätig war und mehr als 700 tagespolitische Leitartikel verfasste.
Er war Autor der sozialdemokratischen österreichischen Zeitschrift "Die Zukunft" und veröffentlichte dort zwischen 1950 und 1965 verschiedene Artikel (s. u.).
1966-1967 war er – neben dem Hauptherausgeber Günther Nenning – einer der Ko-Herausgeber der österreichischen Zeitschrift FORVM und seit 1963 auch Autor etlicher Artikel dort (s. u.).
Er setzte sich in seinem Spätwerk für eine humanistische Versöhnung/Kongruenz zwischen Christentum und Sozialismus ein (siehe sein Buch 1966: "Ausblick in die Zukunft").

## Publikationen

### Artikel in der Zeitschrift "Die Zukunft" (Auswahl)
- „Geistige Heerschau des Abendlandes: Der Berliner Kongress für kulturelle Freiheit (1950)“, in: Die Zukunft, 4. Jg. 1950, Heft 8 (August 1950), S. 215–218;
- „Staatsbürger in Uniform“, in: Die Zukunft, 9. Jg. 1955, Heft 6 (Juni 1955), S. 163–165 (als Teil der Diskussion "Das österreichische Bundesheer – pro und kontra");
- „Um die Einheit von Volk und Staat“, in: Die Zukunft, 9. Jg. 1955, Heft 12 (Dezember 1955), S. 346–348;
- „Vom Wohlfahrtsstaat zur sozialistischen Gesellschaft“, in: Die Zukunft, 10. Jg. 1956, Heft 3 (März 1956), S. 70–72;
- „Wohlfahrt und Wohlfahrt genügen nicht“, in: Die Zukunft, 15. Jg. 1961, Heft 8 (August 1961), S. 224–226;
- „Österreichisches Nationalbewußtsein“, in: Die Zukunft, 16. Jg. 1962, Heft 4 (April 1962), S. 105–106;
- „Sozialistische Leitbilder prägen“, in: Die Zukunft, 17. Jg. 1963, Heft 4 (Mitte Februar 1963), S. 20–23;
- „Die Zukunft gestalten oder manipulieren“, in: Die Zukunft, 17. Jg. 1963, Heft 22 (Mitte November 1963), S. 23–26;
- „Trennung von Staats- und Parteifunktionen“, in: Die Zukunft, 18. Jg. 1964, Heft 23 (Anfang Dezember 1964), S. 6–8;
- „Christliche »neue Sozialdemokratie«“, in: Die Zukunft, 19. Jg. 1965, Heft 24 (Mitte Dezember 1965), S. 17–20.

### Artikel in der Zeitschrift FORVM
- „Schwarze, Rote oder Menschen“, in: FORVM, Heft 119, X. Jahr (November 1963), S. 529–531;
- „Delogierte Meinungsfreiheit“, in: FORVM, Heft 131, XI. Jahr (November 1964), S. 532–535, auch online[4];
- „Entfremdete Arbeitswelt“, in: FORVM, Heft 132, XI. Jahr (Dezember 1964), S. 603–604, auch online[5]
- „100 Worte Sozialismus“, in: FORVM, Heft 138-139, XII. Jahr (Juni 1965, als Teil eines Panels von 40 Autoren), auch online[6]
- „Traum vom einen Sozialismus“ (Artikel in 2 Teilen), in FORVM: (a) Heft 142, XII. Jahr (Oktober 1965), auch online[7]; (b) Heft 143, XII. Jahr (November 1965), S. 505–507, auch online[8]
- „Schaff gegen Schaff“, in: Neues FORVM, Heft 150-151, XIII. Jahr (Juni 1966, 3. Teil der Diskussion über Adam Schaff's Werk „Marxismus und das menschliche Individuum“, Europa-Verlag, Wien), siehe auch den Bibliothekseintrag in der Oö. Landesbibliothek[9].
- „Gegen den Maulkorb: Ob die Ausübung der Meinungsfreiheit der Partei schaden könnte“, in: Neues FORVM, Heft 157, XIV. Jahr (Januar 1967), S. 63.
- siehe dazu die reprints: (a) Offline: reprint Zeitschrift FORVM 1954-1995. Wien/AT 2001–2005: Verlag Ueberreuter, 29 Bände in 6 Schubern, 18 CD-ROMs, ein Registerband; hier insbesondere die Teile: Ära Torberg. Teil 2: Jahrgänge 1962–1965. 4 Bde. (2002), ISBN 978-3-8000-3902-9; und Ära Nenning. Teil 1: Jahrgänge 1966–1970. 6 Bde. (2003), ISBN 978-3-8000-3952-4; (b) Online: reprint Zeitschrift FORVM 1954-1995, siehe http://www.contextxxi.at/-print-ausgabe-.html

### Buchpublikation
Hermann Mörth (1966): Ausblick in die Zukunft. Perspektiven des demokratischen Sozialismus. Wien 1966: Europa-Verlag.